# Leptothorax schmittii
Leptothorax schmittii är en myrart som beskrevs av Wheeler 1903. Leptothorax schmittii ingår i släktet smalmyror, och familjen myror. Inga underarter finns listade i Catalogue of Life.